# Dwayne Carey-Hill
Dwayne Carey-Hill är en amerikansk animationsregissör. Han har jobbat på serier som Drawn Together, Futurama och Sit Down, Shut Up.